# Eritrea Institute of Technology
L'Eritrea Institute of Technology (EIT) és un institut tecnològic ubicat prop de la vila de Himbrti, Mai Nefhi, a Eritrea. Es troba a 12 km al sud-oest d'Asmara, i té tres universitats: Ciència, Enginyeria i Tecnologia i Educació. Es va inaugurar l'any 2003-2004 amb 5.500 estudiants
Va ser creat després que la Universitat d'Asmara fou reorganitzada. Segons el Ministeri d'Educació d'Eritrea, el centre es va crear amb l'objectiu de fer una distribució més equitativa de centres de coneixement fora de la capital.